# カナダサッカー協会
カナダサッカー協会（カナダサッカーきょうかい、Canadian Soccer Association、略称: CSA）は、カナダのサッカー協会である。国内リーグのカナダ・プレミアリーグの運営を行っており、ナショナルチームの男子代表および女子代表、さらにU-23代表などを組織している。

## 運営
- カナダ・プレミアリーグ
- カナディアン・チャンピオンシップ

## 組織
- サッカーカナダ代表
- サッカーカナダ女子代表
- U-23サッカーカナダ代表
- U-20サッカーカナダ代表（英語版）